# Marco Huck
Muamer Hukic (Sjenica, 11 de novembro de 1984) é um pugilista alemão de origem de origem sérvia, atual campeão mundial dos cruzadores pela Organização Mundial de Boxe.

## Biografia
Nascido em Ugao, um vilarejo localizado na cidade sérvia de Sjenic, Marco Huck radicou-se na Alemanha, aonde tornou-se um boxeador profissional em 2004, sob a tutela do lendário técnico Ulli Wegner.
Agressivo e resistente, Huck rapidamente mostrou ser um lutador tanto capaz de castigar seus adversários, quanto de assimilar golpes duros, tendo construído entre os anos de 2004 e 2006, um sólido cartel de 16 vitórias, em 16 lutas, incluindo vitórias sobre nomes como Michael Simms e Claudio Rasco, dois lutadores que haviam sido estrelas do boxe amador.
Porém, o primeiro grande desafio na carreira de Huck aconteceu em novembro de 2006, quando ele enfrentou o italiano Pietro Aurino, em uma luta válida pelo título vago dos cruzadores da União Europeia. Logo no segundo assalto da luta, Huck foi atingido por uma cabeçada de Aurino, ao que ele revidou com uma joelhada no estômago de seu oponente. O árbitro da luta deduziu dois pontos de Aurino, que então deixou o ringue por poucos segundos. Desqualificado pelo árbitro por ter abandonado o ringue, o resultado oficial desta luta acabou sendo uma vitória de Huck, por nocaute técnico.
A controversa vitória sobre Aurino, rendeu a Huck o cinturão de campeão da União Europeia, de modo que o passo seguinte de Huck foi tentar conquistar o título mundial dos cruzadores. Após derrotar o russo Vladim Tokarev, em uma luta eliminatória, ocorrida em maio de 2007, Huck conquistou o direito de desafiar o título mundial de Steve Cunningham.
Defendendo o seu cinturão da Federação Internacional de Boxe pela primeira vez, Cunningham subiu ao ringue contra o desafiante Huck, em dezembro de 2007. Agressivo desde o início, Huck dominou os dois primeiros rounds, porém, a partir do terceiro assalto, o campeão começou a sua reação, que culminou com um nocaute técnico no último round da luta.
Após perder sua invencibilidade diante de Cunningham, Huck conseguiu, em setembro de 2008, retirar do francês Jean Marc Monrose, o título de campeão dos cruzadores da Europa. Passado quase um ano, em agosto de 2009, a volta por cima de Huck se complementou, quando ele derrotou o argentino Victor Emilio Ramírez e tornou-se campeão mundial dos cruzadores da Organização Mundial de Boxe.
Huck manteve seu título mundial nos anos seguintes, tendo feito, até o momento, seis defesas entre 2009 e 2011.

## Ligações internas
- Lista dos campeões mundiais de boxe dos cruzadores